# Roy Dotrice
Roy Dotrice (Guernsey, 26 maggio 1923 – Londra, 16 ottobre 2017) è stato un attore britannico.
Insignito dell'Ordine dell'Impero Britannico, è stato un attore teatrale conosciuto anche per aver vinto due Tony Award.

## Biografia
Dotrice nacque a Guernsey, una delle Isole del Canale de La Manica, figlio di Neva Wilton e Louis Dotrice. Militare nella Royal Air Force dal 1940 al 1945 durante la seconda guerra mondiale, rimase in un campo tedesco come prigioniero di guerra dal 1942 al 1945.
È stato sposato con l'attrice Kay Newman dal 1947 fino alla sua morte avvenuta nel 2007, avendo con lei tre figlie: Michele, Yvette e Karen, tutte loro attrici. È stato anche suocero del defunto Edward Woodward, marito di sua figlia Michele.
La sua carriera di attore risale al 1945 e alla recita chiamata Back Home, eseguita da ex-detenuti di guerra, in aiuto della Croce Rossa, dopo la quale ha recitato in un certo numero di teatri di repertorio.
Dotrice si fece notare interpretando la parte di John Aubrey in Brief Lives, un tour de force nel quale rimaneva in scena da solo sul palco per più di due ore e mezzo, compreso l'intervallo nel quale fingeva di dormire. Lo spettacolo debuttò nel 1967 al teatro Hampstead di Londra. Successivamente ebbe due ingaggi a Broadway e si trasferì nel 1968 al teatro Criterion dove rimase per 400 rappresentazioni prima di spostarsi al teatro Mayfair. Queste recite, in aggiunta ad un ampio tour internazionale, fecero guadagnare a Dotrice un posto nel Guinness dei primati per il maggior numero di performance da solista (1782). Nel 1984 ha recitato con Rosemary Harris in una produzione, composta da nove acclamati attori, della commedia Hay Fever di Noël Coward.
Negli anni settanta ha interpretato, con grande successo, il ruolo di Charles Dickens nella miniserie statunitense in tredici puntate Dickens of London nell'ambito della serie sul Masterpiece Theatre, affiancando prima ancora Alastair Sim nel ruolo del giudice Albert Haddock nella serie televisiva della BBC Misleading Cases, una satira sul sistema legale britannico. È noto al pubblico soprattutto per aver interpretato negli anni ottanta il ruolo di Padre nella serie televisiva La bella e la bestia e Leopold Mozart nel film Amadeus del 1984.
È stato insignito dalla Regina Elisabetta II dell'Ordine dell'Impero Britannico (OBE) nella cerimonia 2008 New Year Honours.

## Filmografia

### Cinema
- Giungla di cemento (The Criminal), regia di Joseph Losey (1960) – non accreditato
- Gli eroi di Telemark (The Heroes of Telemark), regia di Anthony Mann (1965)
- Vortice di sabbia (A Twist of Sand), regia di Don Chaffey (1968)
- Lock Up Your Daughters!, regia di Peter Coe (1969)
- Together (Toomorrow), regia di Val Guest (1970)
- The Buttercup Chain, regia di Robert Ellis Miller (1970)
- La Vanessa dalle ali bruciate (1974)
- Nicola e Alessandra (Nicholas and Alexandra), regia di Franklin J. Schaffner (1971)
- Racconti dalla tomba (Tales from the Crypt), regia di Freddie Francis (4º episodio) (1972)
- Hide and Seek, regia di David Eady (1972)
- Saturn 3, regia di Stanley Donen (1980) – voce, non accreditato
- The Last of Linda Cleer (1981) – cortometraggio
- Cheech & Chong's The Corsican Brothers (1984)
- Amadeus (1984)
- Stephen King's Golden Tales (1985) – video, episodio My Ghostwriter - The Vampire
- Eliminators, regia di Peter Manoogian (1986)
- Il principe e il povero (The Prince and the Pauper), regia di George Scribner (1990) – voce
- Cose dell'altro mondo (Suburban Commando), regia di Burt Kennedy (1991)
- The Good Policeman (1991)
- Vincere insieme (The Cutting Edge), regia di Paul Michael Glaser (1992)
- The Lounge People (1992)
- Il prezzo di Hollywood (Swimming with Sharks),regia di George Huang (1994)
- La lettera scarlatta (The Scarlet Letter), regia di Roland Joffé (1995)
- The Colour of Funny (1999)
- Cacciatore di alieni (Alien Hunter), regia di Ron Krauss (2003)
- 448 BC: Olympiad of Ancient Hellas (2004)
- These Foolish Things, regia di Julia Taylor-Stanley (2005)
- Played - Se non giochi muori (Played), regia di Sean Stanek (2006)
- Go Go Tales, regia di Abel Ferrara (2007)
- Hellboy: The Golden Army (Hellboy II: The Golden Army), regia di Guillermo del Toro (2008)

### Televisione
- The Adventure – cortometraggio TV (1957)
- Huntingtower – serie TV, un episodio (1957)
- Escape – serie TV, 3 episodi (1957)
- Treasure Island – serie TV, 5 episodi (1957)
- Onion Boys – serie TV, 2 episodi (1957-1958)
- Television World Theatre – serie TV, un episodio (1958)
- A Midsummer Night's Dream (1959) – film TV
- BBC Sunday-Night Play – miniserie TV, un episodio (1960)
- Theatre Night – serie TV, un episodio (1961)
- The Cherry Orchard (1962) – film TV
- Boyd Q.C. – serie TV, un episodio (1963)
- Famous Gossips – serie TV, un episodio (1965)
- The Wars of the Roses – serie TV, 6 episodi (1965-1966)
- I bugiardi (The Liars) – serie TV, un episodio (1966)
- The Cretan Plays of Action (1966) – film TV
- Investigatore offresi (Public Eye) – serie TV, un episodio (1966)
- Love Story – serie TV, un episodio (1966)
- Four People – miniserie TV, un episodio (1966)
- ITV Play of the Week – serie TV, 3 episodi (1966)
- Theatre 625 – serie TV, un episodio (1966)
- Blackmail – serie TV, un episodio (1966)
- Armchair Theatre – serie TV, 2 episodi (1965-1967)
- The Wednesday Play – serie TV, un episodio (1967)
- Late Night Horror – serie TV, un episodio (1968)
- The Jazz Age – serie TV, un episodio (1968)
- Imperial Palace – serie TV, 4 episodi (1969)
- The Gold Robbers – miniserie TV, un episodio (1969)
- Omnibus – serie TV documentaristica, un episodio (1969)
- Solo – serie TV, un episodio (1970)
- Tales of Unease – serie TV, un episodio (1970)
- Jackanory – serie TV, 5 episodi (1971)
- Misleading Cases – serie TV, 19 episodi (1967-1971)
- Poliziotti in cilindro: i rivali di Sherlock Holmes (The Rivals of Sherlock Holmes) – serie TV, un episodio (1971)
- Clochemerle – serie TV, 8 episodi (1972)
- ITV Saturday Night Theatre – serie TV, un episodio (1972)
- Spazio: 1999 (Space: 1999) – serie TV, episodi 1x01-1x05 (1975)
- Hindle Wakes (1976) – film TV
- Dickens of London – miniserie TV, 13 episodi (1976)
- Sykes – serie TV, un episodio (1976)
- Attacco alieno (1976) – film TV
- BBC2 Play of the Week – serie TV, un episodio (1978)
- Mister Lincoln (1981) – film TV
- Family Reunion, regia di Fielder Cook (1981) – film TV
- Magnum, P.I. – serie TV, episodio 2x07 (1981)
- I predatori dell'idolo d'oro (Tales of the Gold Monkey) – serie TV, un episodio (1983)
- Mai dire sì (Remington Steele) – serie TV, un episodio (1984)
- Cuore e batticuore (Hart to Hart) – serie TV, un episodio (1984)
- The Corsican Brothers (1985) – film TV
- A-Team (The A-Team) – serie TV, un episodio (1986)
- The Wizard – serie TV, 3 episodi (1986)
- Un salto nel buio (Tales from the Darkside) – serie TV, episodio 3x14 (1987)
- Disneyland – serie TV, un episodio (1987)
- Roomies – serie TV, un episodio (1987)
- Nel regno delle fiabe (Faerie Tale Theatre) – serie TV, 2 episodi (1987)
- Un giustiziere a New York (The Equalizer) – serie TV, un episodio (1989)
- Shaka Zulu – miniserie TV, 10 episodi (1986-1989)
- Nightmare Classics – serie TV, un episodio (1989)
- La signora dimenticata (1989) – film TV
- Hunter – serie TV, un episodio (1990)
- La bella e la bestia (Beauty and the Beast) – serie TV, 55 episodi (1987-1990)
- For the Greater Good – serie TV, 3 episodi (1991)
- Down Home – serie TV, un episodio (1991)
- Going to Extremes – serie TV, 17 episodi (1992-1993)
- Wings – serie TV, un episodio (1994)
- L.A. Law - Avvocati a Los Angeles (L.A. Law) – serie TV, un episodio (1994)
- Un mondo senza sole (1994) – film TV
- Progetto Eden (Earth 2) – serie TV, episodio 1x16 (1995)
- La signora in giallo (Murder, She Wrote) – serie TV, 3 episodi (1990-1995)
- Babylon 5 – serie TV, un episodio (1995)
- Batman – serie animata, un episodio (1995) – voce
- Maledetta fortuna (Strange Luck) – serie TV, 2 episodi (1995-1996)
- La famiglia Brock (Picket Fences) – serie TV, 15 episodi (1993-1996)
- I racconti della cripta (Tales from the Crypt) – serie TV, un episodio (1996)
- Mr. & Mrs. Smith – serie TV, 12 episodi (1996-1997)
- Spider-Man - L'Uomo Ragno (Spider-Man) – serie animata, 4 episodi (1997) – voce
- Hercules (Hercules: The Legendary Journeys) – serie TV, 3 episodi (1998)
- Magia a Natale (1998) – film TV
- Madigan Men – serie TV, 12 episodi (2000)
- I viaggiatori (Sliders) – serie TV, 2 episodi (1999-2000)
- Il tocco di un angelo (Touched by an Angel) – serie TV, un episodio (2001)
- Just Shoot Me! – serie TV, un episodio (2003)
- Doctors – serie TV, un episodio (2003)
- Angel – serie TV, un episodio (2003)
- Musketeers - Moschettieri (La Femme Musketeer), regia di Steve Boyum (2004) – film TV
- Casualty – serie TV, un episodio (2005)
- The Afternoon Play – serie TV, un episodio (2006)
- Life Begins – serie TV, 8 episodi (2005-2006)
- Heartbeat – serie TV, un episodio (2006)
- From Aristotle to Hawking – serie TV documentaristica (2007)
- Il Trono di Spade (Game of Thrones) – serie TV, episodi 2x05-2x09 (2012)

### Altri lavori
- Cronache del ghiaccio e del fuoco (2008) audiolibri (5 titoli)

## Doppiatori italiani
Nelle versioni in italiano delle opere in cui ha recitato, Roy Dotrice è stato doppiato da:
- Sergio Graziani in Hunter, Cacciatore di alieni, Il Trono di Spade
- Franco Zucca ne La signora in giallo (ep. 7x08, 10x03), Il tocco di un angelo,  Mr. & Mrs. Smith
- Vittorio Di Prima ne Il prezzo di Hollywood, Amadeus (ridoppiaggio)
- Giulio Platone in Amadeus, A-Team
- Gil Baroni ne La bella e la bestia
- Paolo Lombardi in Progetto Eden
- Carlo Reali in La lettera scarlatta
- Toni Orlandi in La signora in giallo (ep. 11x19)
- Bruno Alessandro in Angel
- Antonio Paiola in Go Go Tales

Da doppiatore è sostituito da:
- Gil Baroni ne Il principe e il povero